# Otto Egede
Jakob Otto Kanuthus Egede (* 24. Juli 1889 in Narsaq; † unbekannt) war ein grönländischer Landesrat.

## Leben
Otto Egede war der Sohn des Jägers Edvard Frederik Kristian Anders Egede (1858–1901) und seiner Frau Ane Sofie Frederikke Berthelsen (1865–1913). Über seine Mutter war er ein Enkel von Rasmus Berthelsen (1827–1901). Zu seinen Brüdern gehören die Landesräte Gerhard Egede (1892–1969) und Niels Egede (1900–?).
Er war Jäger in Narsaq und wurde 1911 in den ersten südgrönländischen Landesrat gewählt, wo er bis zum Ende der Legislaturperiode 1916 saß. Am 15. Juli 1917 heiratete er in Paamiut Bolette Else Johanne Debora Kleist (1895–1934), Tochter des Schmieds Emanuel Lars Daniel Hjalmar Kleist und seiner Frau Marthe Ane Bodil Hansen. Aus seiner Ehe ging unter anderem der Sohn Erik Egede (1923–1967) hervor, über den er der Großvater von Kaj Egede (1951–2013) und der Urgroßvater von Múte B. Egede (* 1987) ist.
Er wurde später auch Schäfer. Von 1933 bis 1938 saß er erneut im Landesrat. 1943 vertrat er seinen Bruder Niels Egede.